# میکولا سوک
میکولا سوک (اوکراینی: Микола Петрович Сук؛ زادهٔ ۲۱ دسامبر ۱۹۴۵) موسیقی‌دان اهل اتحاد جماهیر شوروی سوسیالیستی است.